# Apsidocnemus gracilitarsis
Apsidocnemus gracilitarsis es una especie de escarabajo de la familia Carabidae (género Apsidocnemus).